# ويليام آدامز (لاعب كريكت)
ويليام آدامز (17 أبريل 1885 في المملكة المتحدة - 6 أبريل 1957)  (بالإنجليزية: William Adams)‏ هو لاعب كريكت بريطاني وبريطاني (وحمل سابقاً جنسية المملكة المتحدة لبريطانيا العظمى وأيرلندا). شارك مع منتخب إنجلترا للكريكت. أما مع النوادي، فقد لعب مع نادي مقاطعة نورثامبتونشير للكريكت ‏.